# S.P.コロリョフ ロケット&スペース コーポレーション エネルギア
S.P.コロリョフ ロケット&スペース コーポレーション エネルギアまたはS.P.コロリョフ・ロケット・宇宙会社「エネルギヤ」(ロシア語: Ракетно-космическая корпорация "Энергия" им. С.П.Королева、略称：ロシア語: РКК Энергия、英文字略称：RKK EnergiaまたはRSC Energia) はロシアのソユーズ宇宙船、プログレス補給船、人工衛星などの宇宙機と宇宙ステーションのモジュールの設計・製造会社である。モスクワ近郊のコロリョフに本社を置く。
旧ソ連で1946年設計局の1つとして発足し、 セルゲイ・コロリョフを指導者(1946-1966)として発展し、コロリョフ設計局（第1設計局、OKB-1）としてソ連、ロシアの宇宙開発を支えてきた。西側でもその実績は高く評価され国際宇宙ステーションの建設では重要な役割を担っている。

## 宇宙製品
- クリーペル
- ソユーズ
- パロム（英語版）